# Romain Hardy
Romain Hardy (Flers, 24 augustus 1988) is een Frans wielrenner.

## Belangrijke overwinningen
2010
4e etappe Ronde van de Toekomst
2012
1e etappe Ronde van de Haut-Var
2017
Ronde van de Doubs
2019
1e etappe Ronde van Savoie-Mont Blanc

## Resultaten in voornaamste wedstrijden
| Jaar | Ronde van Italië | Ronde van Frankrijk | Ronde van Spanje |
| ---- | ---------------- | ------------------- | ---------------- |
| 2013 |                  |                     |                  |
| 2014 |                  |                     | 64e              |
| 2015 |                  |                     | opgave           |
| 2016 |                  |                     | 27e              |
| 2017 |                  | 26e                 |                  |
| 2018 |                  | 105e                |                  |
| 2019 |                  |                     |                  |
| 2020 |                  |                     |                  |
| 2021 |                  |                     |                  |
| 2022 |                  |                     |                  |

| Jaar | Milaan-San Remo | Luik-Bast.‑Luik | Ronde van Lombardije | Waalse Pijl | Parijs-Tours |
| ---- | --------------- | --------------- | -------------------- | ----------- | ------------ |
| 2013 |                 |                 |                      |             | 11e          |
| 2014 |                 |                 |                      |             | 108e         |
| 2015 |                 | opgave          |                      | opgave      |              |
| 2016 |                 |                 | 58e                  | 81e         |              |
| 2017 |                 |                 |                      | opgave      |              |
| 2018 |                 | 92e             |                      | 102e        |              |
| 2019 |                 | 96e             |                      |             |              |
| 2020 |                 |                 |                      | 37e         |              |
| 2021 |                 |                 | opgave               |             |              |
| 2022 | 151e            |                 |                      |             |              |

## Ploegen
2010 –  Bretagne-Schuller
2011 –  Bretagne-Schuller
2012 –  Bretagne-Schuller
2013 –  Cofidis, Solutions Crédits
2014 –  Cofidis, Solutions Crédits
2015 –  Cofidis, Solutions Crédits
2016 –  Cofidis, Solutions Crédits
2017 –  Fortuneo-Oscaro 
2018 –  Fortuneo-Samsic
2019 –  Arkéa-Samsic
2020 –  Arkéa-Samsic
2021 –  Arkéa-Samsic
2022 –  Arkéa-Samsic
2023 –  UC Briochine-Bleu Mercure
1. ↑  Tot juli heette de ploeg Fortuneo-Vital Concept, maar na het aantrekken van Oscaro als cosponsor werd de naam veranderd.